# Shoshu Patera
La Shoshu Patera è una struttura geologica della superficie di Io.